# Dieter Hellwig
Dieter Hellwig (* 20. Mai 1932; † vermutlich 1. Mai 2008 in Xanten) war ein Bootsbauer und erfolgreicher deutscher Motorbootrennfahrer.

## Sportliche Erfolge
Hellwig hatte Erfolge mit Rennbooten mit Außenbordmotoren in den Klassen OB (350 cm³), C-Stock (Benzinmotoren 500 cm³), D-Stock (Benzinmotoren 700 cm³), mit Gebrauchsbooten mit Außenbordmotoren in der Klasse DU (700 cm³), sowie mit Gebrauchsbooten mit Innenbordmotoren in der Klasse E 1 (2000 cm³). Geschwindigkeitsweltrekord: 1 km, fliegend in beiden Richtungen zu fahren, Streckenrekord 12 Meilen mit Wenden.
- 1958 Europameister Klasse DU in Robertville (Belgien)
- 1959 Europameister Klasse DU in Essen[2]
- 1959 Deutscher Meister Klasse DU
- 1959 Geschwindigkeits-Weltrekord Klasse D-Stock mit 111,16 km/h[3]
- 1959 Weltrekord über 12 Meilen Klasse C-Stock mit 90,56 km/h
- 1960 Weltrekord über 12 Meilen Klasse C-Stock mit 97,61 km/h
- 1961 Weltrekord über 12 Meilen Klasse OB mit 111,14 km/h
- 1967 Vize-Europameister Klasse E1 in Omegna (Italy)

## Auszeichnungen
- 1957 ADAC Sportabzeichen mit Brillanten